# Jedno sprosté slovo
Jedno sprosté slovo (v anglickém originále It Hits the Fan) je první díl páté řady amerického komediálního animovaného televizního seriálu Městečko South Park.

## Děj
V televizi se má objevit slovo shit a všichni lidé se na ten moment připravují. Po odvysílání slova shit ho běžně lidé začnou používat, čímž způsobí výskyt černého moru. Na stanici HBC se rozhodnou slovo shit říkat ve všech sitcomech. Kluci se Šéfem se snaží vedení televize přesvědčit, aby to nedělali, ale ředitel je vyžene. Mezitím povstanou z hory rytíři čarodějné korouhve, ale jejich velitel, který se pokusí zničit ředitele HBC, zahyne, když na něj začne ochranka HBC střílet. Když v televizi několikrát zazní shit, z podsvětí povstane drak Geldan. Kluci se v Las Vegas dozvědí, co je keltský runový kámen, který jim předal náčelník rytířů krátce před svou smrtí, a pomocí něj porazí draka. Lidé slíbí rytířům, že se budou řídit jejich zákony, a vše se vrací do normálu. Kenny však zemře na černý mor.